# ساكشي تانوار
ساكشي تانوار (12 يناير 1973)، ممثلة ومقدمة تلفزيونية هندية دخلت الوسط لفني عام 1996 وشاركت في العديد من الأعمال أبرزها فيلم دانجال عام 2016.

## من أعمالها
- 2016: دانجال.

## روابط خارجية
- ساكشي تانوار على موقع IMDb (الإنجليزية)
- ساكشي تانوار على موقع قاعدة بيانات الفيلم (الإنجليزية)